# Gruppo 640
La série de locomotives italiennes Gruppo 640 des Ferrovie dello Stato numéros 1 à 169 sont des locomotives à vapeur de disposition Mogul mises en service de 1907 à 1911.

## Historique
Dès leur création en 1905, les Ferrovie dello Stato (FS), manquaient de locomotives capables de remorquer des trains de voyageurs rapides. La plupart des locomotives héritées des anciennes compagnies n'avaient que deux essieux moteurs ; les locomotives, de disposition ten wheel, Gr. 660 (it) et 670 étant lourdes et peu puissantes, ils mirent à l'étude une nouvelle génération de locomotives unifiées.
Giuseppe Zara, qui avait conçu les locomotives Gruppo 600 (it), très réussies mais destinées à des trains plus lents en raison de leurs roues plus petites, s'inspira de se modèle pour créer en 1905 les locomotives Gruppo 630. Comme leur modèle prédécesseur, il s'agissait de locomotives compound.
Contrairement aux locomotives pour trains rapides de la génération précédente, dotées d'un bogie pour circuler à grande vitesse, ces locomotives, ainsi que des locomotives Gr. 600, elles étaient pourvues d'un bogie-bissel Zara. Ce bogie-bissel, où l'essieu porteur savant est solidaire du premier essieu moteur, améliore fortement l'inscription en courbe et la stabilité par rapport à un bissel classique et permet de se passer d'un bogie traditionnel, plus lourd, et plus encombrant et susceptible de diminuer le poids adhérent (poids porté sur les essieux moteurs).
Les locomotives Gr. 630, construites en 100 exemplaires de 1906 à 1908, firent leurs preuves en tête de trains rapides. Plusieurs de ces modèles avaient été fabriqués par des constructeurs étrangers (belges ou allemands).
En Allemagne, le constructeur Schwartzkopff (Berliner Maschinenbau), proposa à ses commanditaires de réaliser 24 exemplaires d'un modèle modifié, tirant parti de la surchauffe, nouvellement mise au point en Allemagne par Wilhelm Schmidt. Contrairement aux Gr. 630, ces locomotives disposaient d'un surchauffeur Schmidt, disposé entre les tubes et avaient deux cylindres à simple expansion au lieu de quatre cylindres compound. La pression de la chaudière était de 14 kg/cm2 au lieu de 14.
Le choix de construire ce nouveau modèle, appelé Gruppo 640, s'avéra judicieux : après des essais comparés en Allemagne avec des locomotives Gr. 630, le nouveau modèle affichait des performances similaires tout en étant plus économe en combustible, plus simple à conduire et entretenir. En conséquence, la grande majorité des locomotives italiennes construites à partir de 1910 reprenait la disposition simple expansion à surchauffe des Gr. 640.
- Les dernières locomotives Gr. 630 furent livrées en 1908 tandis que les Gr. 640 furent construites, en 169 exemplaires, de 1907 à 1911.
- À partir de 1910, les FS utiliseront également la chaudière de ce nouveau modèle pour concevoir les locomotives Gruppo 625, reprenant les roues de petit diamètre des Gruppo 600.

Reléguées progressivement vers les trains omnibus, elles furent utilisées jusqu'à la fin de la vapeur dans les années 1970.

## Service
À leur arrivée, elles étaient engagées sur des trains rapides. La généralisation des locomotives, plus puissantes, Gruppo 680 et 685 entraîna leur relégation vers des services secondaires aux côtés des Gr. 625, moins rapides mais capables de remorquer des trains de marchandises.
Les locomotives Gr. 640 restèrent indispensables jusqu'à la fin de la traction à vapeur en Italie. Seuls les 16 exemplaires à distribution Caprotti seront radiés plus tôt, dans les années 1960.

### Strade Ferrate di Biella
La compagnie privée Strade Ferrate di Biella (SFB) fit construire ses propres copies des locomotives Gr. 640. Les quatre exemplaires furent récupérés par les FS en 1951 et intégrés à la série 640.

## Transformations
Dans les années 1930, 15 locomotives Gruppo 630 furent mises au type 640 par l'ajout de la surchauffe et le remplacement des cylindres compound par deux cylindres à simple expansion. À la même époque, le même type de conversion vit des locomotives Gr. 600 converties en Gr. 625 et des Gr. 680 converties en Gr. 685.
- toutes ces locomotives transformées furent dotées d'une distribution Caprotti au lieu de la distribution Walschaerts, ce qui améliorait leur performances ;
- elles furent désignées 640.300, numérotées entre 305 et 379 (en reprenant les derniers chiffres du matricule d'origine ;
- toutefois, seules 15 Gr. 630 furent converties de la sorte et la maintenance plus complexe de ces machines entraîna leur réforme plus précoce que les autres Gr. 640.

## Galerie de photographies

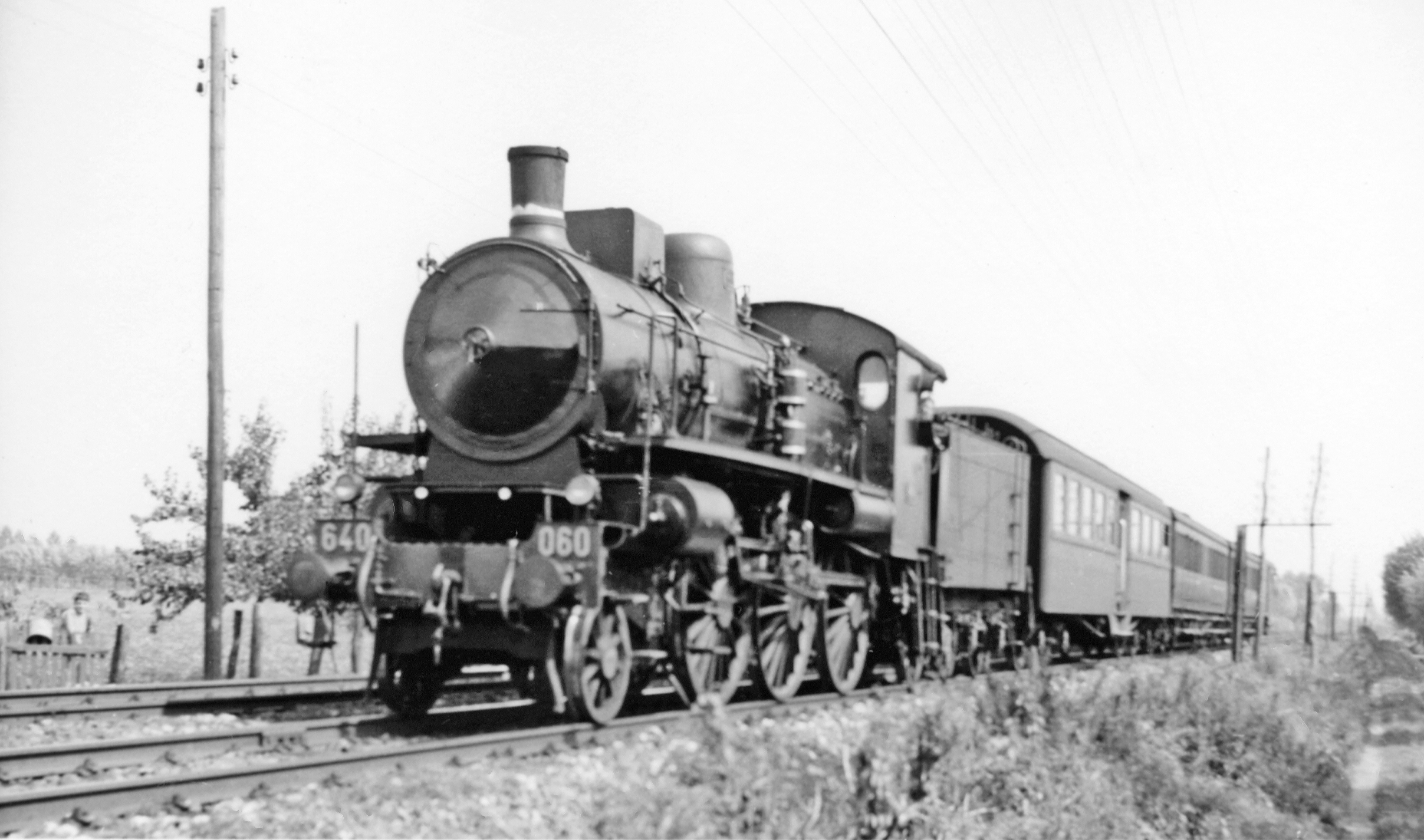
La 640 060 près de Santhia en 1959.
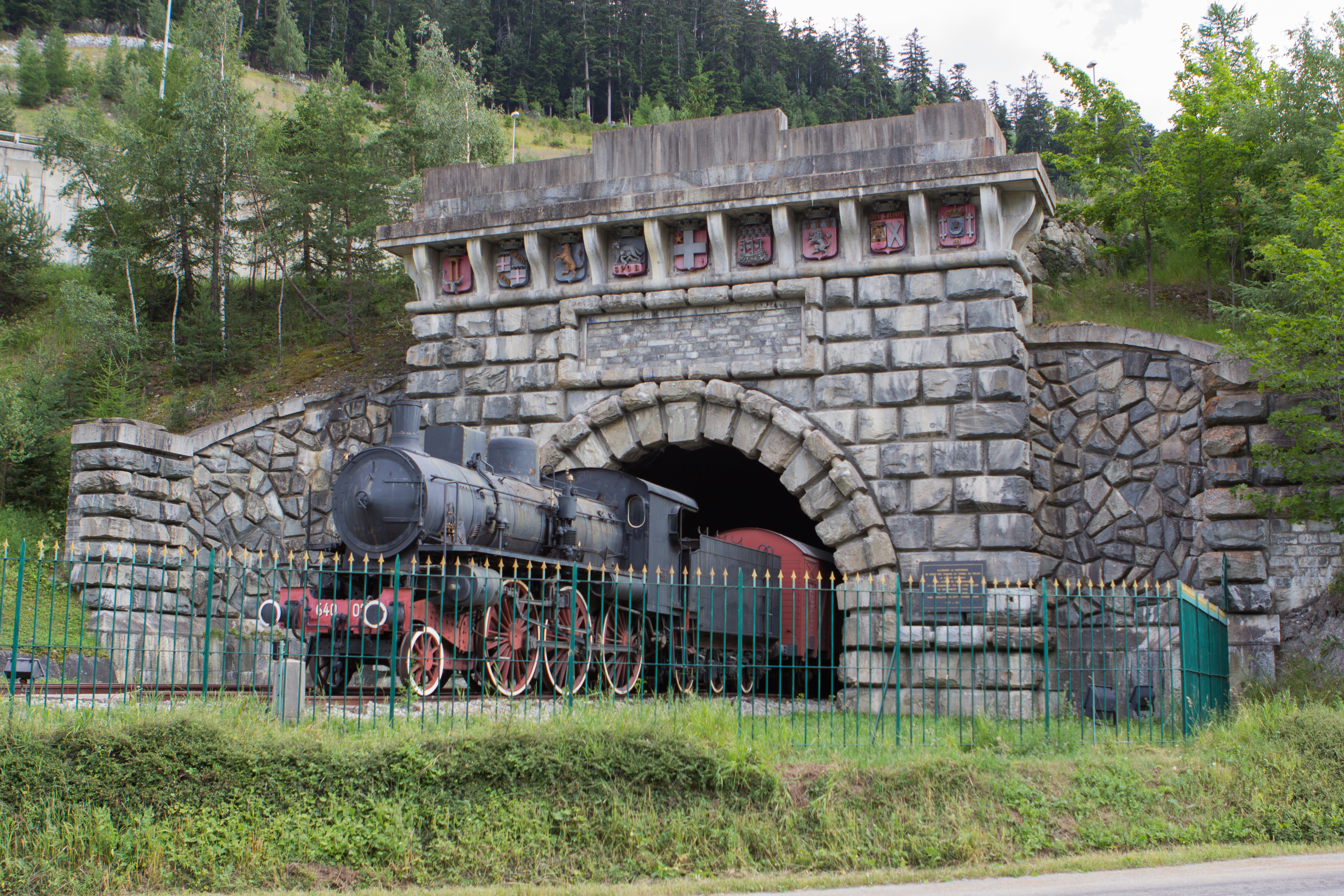
La 640 021, monument à l'ancienne entrée du tunnel ferroviaire du Fréjus.
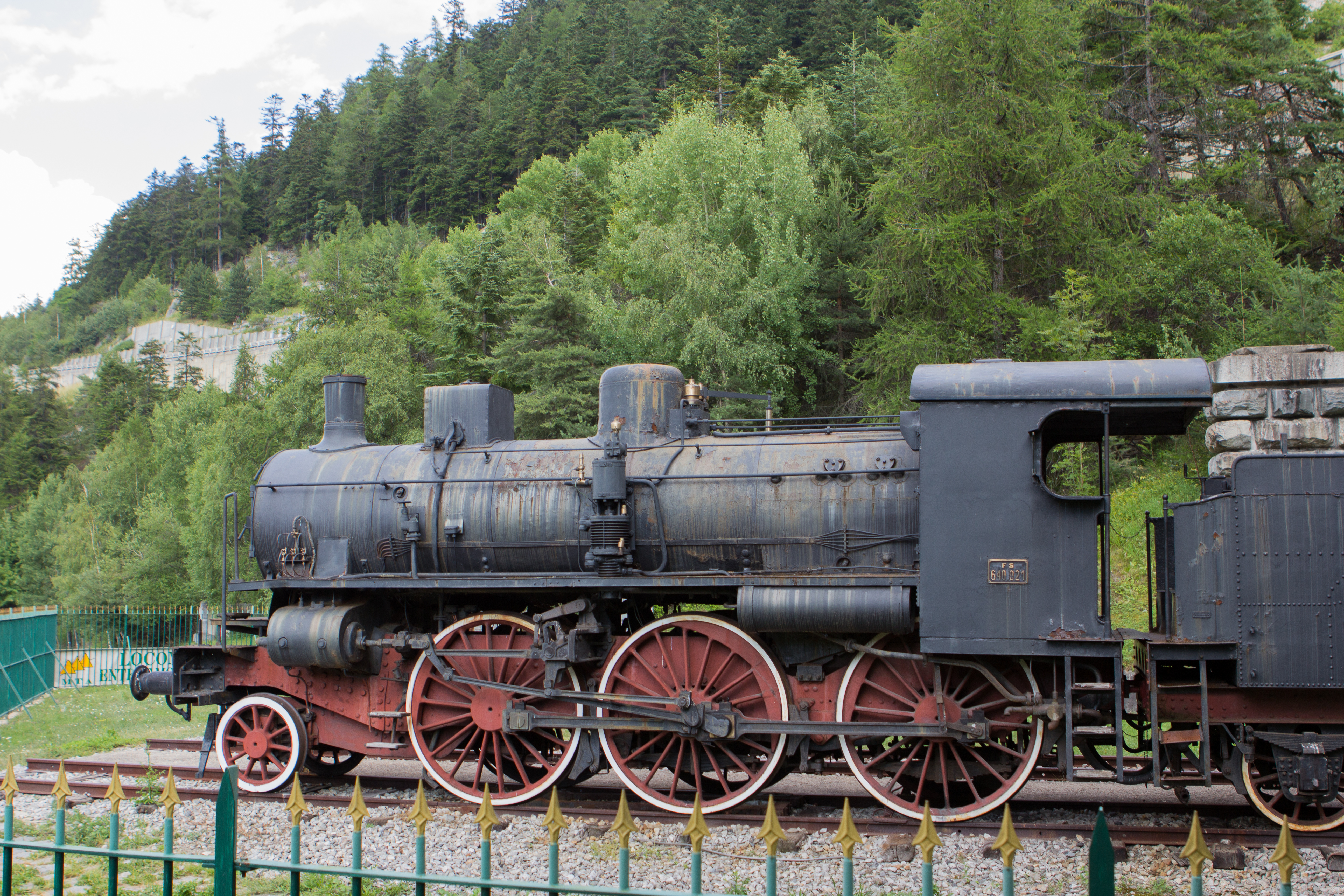
Détail de la 640 021.
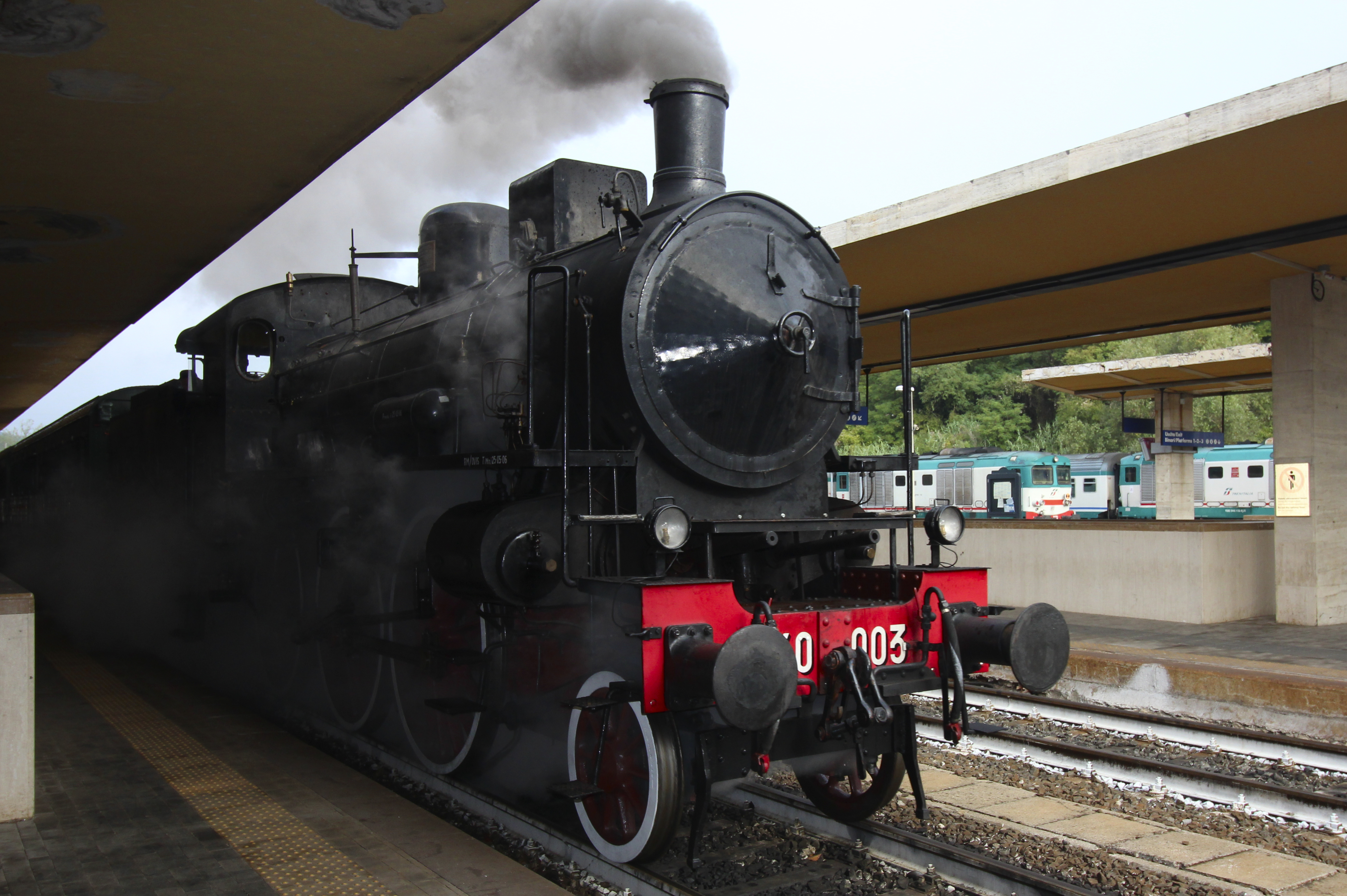
640 003 remorquant un train historique en gare de Sienne.

## Préservation
Actuellement, 14 exemplaires ont été conservés, dont plusieurs en état de marche. Aucune 640.300 n'a survécu.